# Bulbophyllum orezii
Bulbophyllum orezii là một loài phong lan thuộc chi Bulbophyllum.